# Vorwerke der Burg Ehrenberg
Durch die im 16. Jahrhundert einsetzenden Religionskriege gewann die Verteidigung der nördlichen Grenzen Tirols an Bedeutung. Die Burg Ehrenberg (Lage) und die Klause, die bisher die einzigen festen Werke zur Verteidigung der Grenzen bei Reutte bildeten, genügten nun nicht mehr. Anfangs wurden weitere Übergänge durch provisorische Holzbauten, Gräben und Erdwälle gesperrt, welche ein Eindringen des Feindes verhindern sollten. Erst im Dreißigjährigen Krieg jedoch ließen Erzherzog Leopold V. und dessen Witwe, Erzherzogin Claudia, von den Brüdern Christoph und Elias Gumpp starke gemauerte Festungsanlagen als Vorwerke planen und errichten.

## Ehrwalder Schanze
Im Jahre 1632 wurde in der Loisachschlucht zwischen Ehrwald und Garmisch-Partenkirchen eine hölzerne Brustwehr errichtet, damit hier keine feindlichen Truppen ins Landesinnere vordringen konnten. (47° 26′ N, 10° 55′ O)

## Sicherung des Tannheimer Tales
Durch die Breite des Tales war es unmöglich im Tannheimer Tal eine sinnvolle Verteidigungsanlage zu errichten. 1632 existierte bei der Grenze am Vilsrain bei Schattwald wahrscheinlich nur ein Erdwall, der 1638 durch dort Ansässige repariert wurde.

## Festungsanlagen an der Gacht bei Weißenbach
Die natürliche Engstelle des Gachtpasses zwischen Weißenbach und dem Tannheimer Tal bildete einen ausgezeichneten Ort zum Bau einer Verteidigungsanlage. Jedoch wurde erst im Jahr 1632, als die Schweden schon in der Nähe waren, eilig ein Bollwerk errichtet. Dieses bestand aus einer Sperrmauer, einem Tor mit hölzernem Überbau und Palisaden. Obwohl die Gachtfestung wenig später fiel, befand Elias Gumpp, der Baumeister Erzherzogin Claudias, den Platz für ideal und somit wurde 1645 mit weiteren Baumaßnahmen begonnen, die allerdings unvollendet blieben. Erst 1670 wurde dann die von Elias Gumpp geplante zweite Redoute gebaut. Als die Franzosen 1694 Tirol bedrohten, wurde unter dem Baumeister Johann Martin Gumpp d. Ä. die Sperrmauer erhöht und ein zweites Tor eingefügt. (47° 27′ N, 10° 37′ O)

## Sternschanze am Kniepass

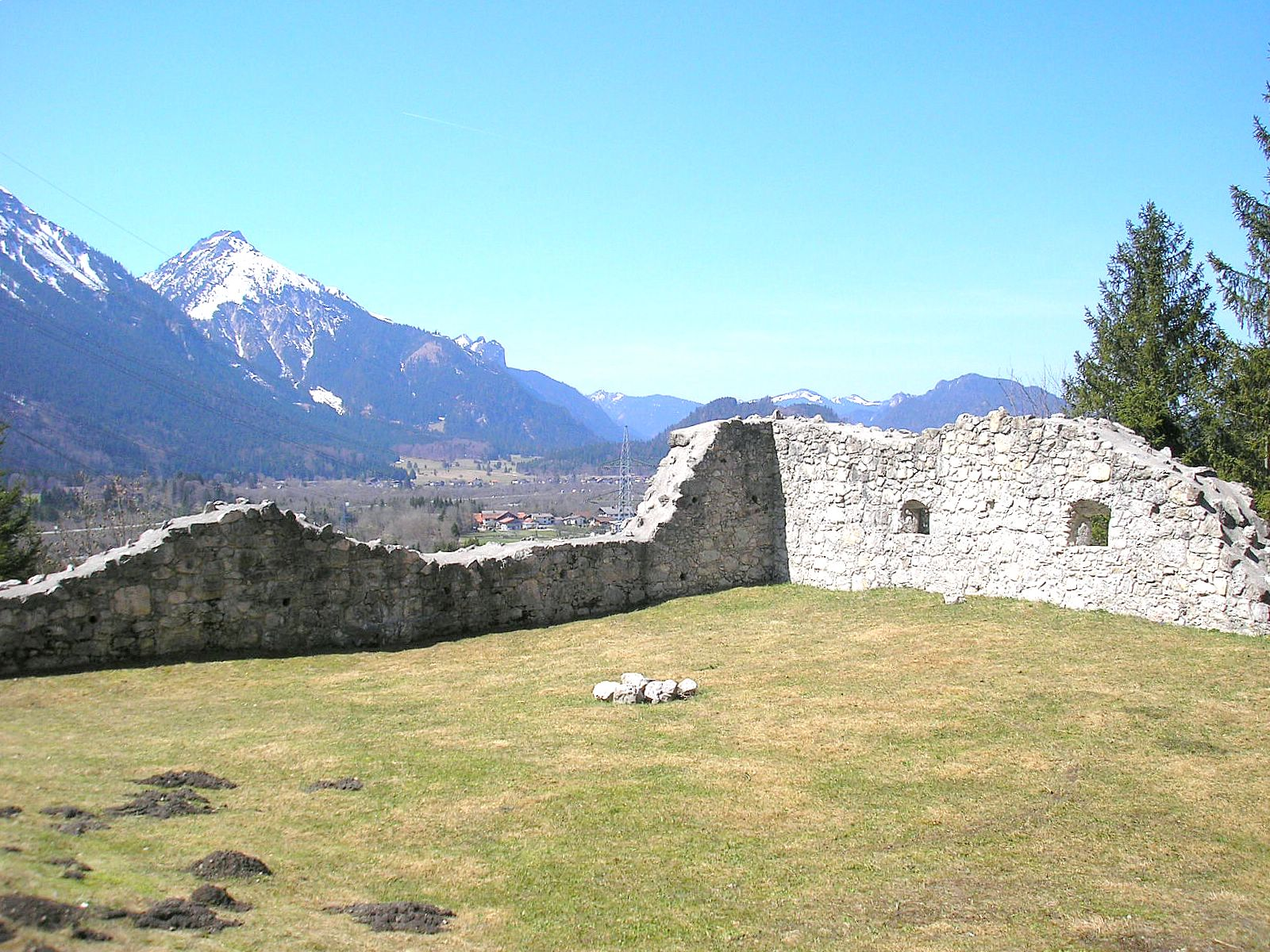
Die Reste der Sternschanze über dem Kniepass

Die Hauptverkehrsroute von Reutte nach Füssen führte über den Kniepass, der dadurch einen wichtigen strategischen Punkt zur Verteidigung Ehrenbergs darstellte. Auch durch die Beschaffenheit des Geländes war der Platz ideal für eine Verteidigungsanlage, da die Straße recht steil anstieg und daneben gleich der Lech durch eine Schlucht floss. Während der Schwedengefahr im Dreißigjährigen Krieg wurde die, seit Beginn des Krieges bestehende, primitive Schanze ausgebaut. 1632 wurde die Anlage teilweise zerstört und daraufhin erneuert und verstärkt, wobei eine Zugbrücke angelegt wurde und die hölzerne Brustwehr zum Teil durch gemauerte ersetzt wurde. 1647 und 1670 wurden weitere Baumaßnahmen zur Verbesserung der Schanze vorgenommen. Unter dem Architekten Johann Martin Gumpp d. Ä. wurden 1694 ein Rondell gegen den Lech hinab gebaut, die Wehrmauern erhöht und mit Schießscharten und Wachtürmchen verstärkt und die Befestigung des Kühlochs erneuert. 1800 wurde die Kniepassfestung von den einfallenden Franzosen niedergebrannt und erst fünfzehn Jahre später als Mauteinnehmerwohnung wieder aufgebaut. (47° 31′ 42,5″ N, 10° 42′ 18,7″ O)

## Lechschanze
Die Lechschanze war die Fortsetzung der Kniepassfestung am gegenüberliegenden Ufer des Lechs und sicherte den schmalen Durchgang zwischen der Lechschlucht und dem Siebelerberg. 1632, während der Schwedengefahr, wurden dort in aller Eile Befestigungen gebaut. Zuvor wurden in diesem Durchgang bei Kriegsgefahr vermutlich nur Erdwälle aufgeworfen. 1646 wurde die Befestigung nach Plänen von Christoph Gumpp saniert. 1695 war sie jedoch schon wieder baufällig und es begannen weitere Baumaßnahmen, die allerdings erst nachdem die Bayern 1703 Ehrenberg erobert hatten schneller voranschritten. Ein kleines Wachthaus sowie eine Bastei mit Graben und Palisaden bildete die Lechschanze. Weiters sicherte eine Wehrmauer den freien Raum zwischen Lech und Berg. (47° 31′ 33″ N, 10° 41′ 25″ O)

## Roßschlägschanze
Die Schanze in der natürlichen Enge der Roßschläg wurde im Jahr 1632 von der Innsbrucker Miliz unter Hauptmann Mor erbaut, weshalb sie auch „Morenschanze“ genannt wird. Während des Einfalls der Schweden unter Herzog Bernhard von Weimar wurde ein Blockhaus, ein Graben, Brustwehren aus Erde und Palisaden zerstört, jedoch anschließend wieder erneuert. 1695 wurde nach dem Entwurf von Johann Martin Gumpp d. Ä. ein Vorwerk vor das Tor gebaut. Im Jahr 1704, nach dem Einfall der Bayern, wurde die Schanze derart umgebaut, dass jeder zuerst das Vorwerk, das aus Palisaden bestand, und dann die Zugbrücke über den Wassergraben passieren musste, um zum Torturm inmitten des Hornwerkes zu gelangen. (47° 31′ N, 10° 41′ O)

## Kleinere Schanzen
Die Straße über den Stiglberg bei Pinswang wurde durch eine hölzerne Landwehr gesichert, die in der Mitte ein Durchlasstor hatte. Am 29. Juli 1632 wurde die verlassene Stieglschanze von den Feinden angezündet und nicht wieder aufgebaut. 1646 wurden dort angeblich ein Schlagbaum und Brustwehren angefertigt, der Platz war jedoch nicht ideal für eine Verteidigung und wird deshalb später auch nicht mehr erwähnt. In der Nähe des Plansees existierten eine kleine Schanze am Roßrücken und eine hölzerne Klause, die so genannte Torsäule, am Weg in den Ammerwald.

## Fortbestand der Vorwerke
Im Jahr 1782 wurden alle Vorwerke, mit Ausnahme der Ehrwalder Schanze, zur Versteigerung freigegeben. Im Zweiten Weltkrieg gewannen die Vorwerke noch einmal an Bedeutung, als die Amerikaner ins Außerfern eindringen wollten. In der Enge bei Grän, am Gachtpass und bei der Roßschläg wurden 1945 Schanzanlagen und Panzersperren gebaut, die sich jedoch als nutzlos erwiesen. Die Vorwerke waren bis um die Jahrtausendwende in Vergessenheit geraten und verfielen, da sich niemand um die nötige Pflege kümmerte. Nach 2000 konnten allerdings die Reste der Sternschanze über dem Kniepass freigeschlagen und saniert werden. Die Sanierung steht in Zusammenhang mit dem Ausbau der "Burgenwelten Ehrenberg". Mittlerweile wurde die Bedeutung des in Mitteleuropa einmaligen Festungsensembles um Reutte auch von der Kommunalpolitik und den Tourismusverbänden erkannt. Auch die wissenschaftliche Fachwelt beschäftigt sich zunehmend mit dem in die Burgenregion Ostallgäu-Außerfern eingebundenen Festungssystem. Nördlich der Landesgrenze wurde ab 2004 die Burgenregion Allgäu konzipiert und eingerichtet. Das Ensemble um die Burg Ehrenberg bietet den Besuchern der "Burgenregion Allgäu" zusätzlich die Möglichkeit, den frühneuzeitlichen Festungsbau in der Region zu studieren.